# Bernard I (Brunszwik-Lüneburg)
Bernard I (ur. między 1358 i 1368, zm. 11 czerwca 1434) – książę Brunszwiku i Lüneburga (od 1388 z bratem Henrykiem I w Lüneburgu, od 1400 również z nim w Brunszwiku, po podziale w 1409 tylko w Brunszwiku, a od 1428 tylko w Lüneburgu) z dynastii Welfów.

## Życiorys
Bernard był trzecim synem księcia Brunszwiku Magnusa II Młodszego oraz Katarzyny, córki Bernarda III, księcia Anhalt-Bernburg. Jego ojciec od 1369 r. toczył wojnę przeciwko Wettinom o dziedzictwo po swoim kuzynie Wilhelmie II w księstwie Lüneburga (wojna o sukcesję w Lüneburgu), zginął jednak w 1373 r. Jego matka tymczasem zawarła układ z przeciwnikami ojca, wyszła za mąż za wettyńskiego księcia Lüneburga Albrechta Askańczyka, a swoich synów, Fryderyka i Bernarda wydała w 1386 r. za córki elektora saskiego Wacława. Jednak zaraz po 1386 r. wojna została wznowiona, a w 1388 r. Wettinowie pokonani ostatecznie w bitwie pod Winsen. Bernard wraz z młodszym bratem Henrykiem I objął wówczas rządy w Lüneburgu (jego siedzibą został jednak wówczas nie Lüneburg, a Celle). W 1400 obaj bracia zostali także następcami Fryderyka, który został zamordowany przez przeciwników jego kandydatury na króla Niemiec. W 1409 bracia podzielili posiadłości, Bernardowi przypadł wówczas Brunszwik, a Henrykowi Lüneburg. W 1428 pod naciskiem synów nieżyjącego już Henryka doszło do ponownego układu, przy czym wówczas Bernard wybrał księstwo Lüneburga.

## Potomkowie
Z Małgorzatą, poślubioną w 1386 córką elektora saskiego Wacława, Bernard miał troje dzieci:
- Otto I Kulawy (ur. ok. 1400, zm. 1455), książę Lüneburga,
- Fryderyk Pobożny (ur. ok. 1400, zm. 1478), książę Lüneburga,
- Katarzyna (ur. ?, zm. 1429), żona księcia szczecińskiego Kazimierza V.